# Hubble (Mondkrater)
Hubble ist ein Einschlagkrater am nordöstlichen Rand Mondvorderseite, er ist daher wenn überhaupt, dann nur stark verzerrt sichtbar. Er befindet sich südwestlich von Joliot und östlich von Plutarch.
Der Kraterrand ist erodiert, der Wall weist Terrassierungen auf. Das Innere ist weitgehend eben.
| Buchstabe | Position           | Durchmesser | Link |
| --------- | ------------------ | ----------- | ---- |
| C         | 19,39° N, 85,58° O | 54 km       |      |

Der Krater wurde 1964 von der IAU nach dem US-amerikanischen Astronomen Edwin Hubble offiziell benannt. Zuvor wurde der Krater als Plutarch A bezeichnet.